# گیسرول مونوستارات
گیسرول مونوستارات (به انگلیسی: Glycerol monostearate) با فرمول شیمیایی C۲۱H۴۲O۴ یک ترکیب شیمیایی است. که جرم مولی آن ۳۵۸٫۵۷ g/mol می‌باشد. شکل ظاهری این ترکیب، white, yellowish است.